# ササクレヤモリ属
ササクレヤモリ属（Paroedura）はヤモリ科の属の1つ。

## 分布
コモロ、マダガスカルに分布する。

## 形態
最大種はマソベササクレヤモリで全長20cmといわれている。最小種はヒメササクレヤモリで全長6cm。頭部は幅広く大型で、鱗は大きい。四肢には指下板があるが、ソメワケササクレヤモリでは指下板があまり発達しない。バスタルドササクレヤモリは尾に棘状の突起が発達する。

## 生態
海岸から山地にかけての荒野、岩場、草原、森林等の環境に生息する。地上性もしくは低木や岩に登る半樹上性の種が多いが、マソベササクレヤモリのように樹上棲に近い生活を送る種もいる。夜行性で昼間は岩の隙間や倒木の下に隠れて過ごす。食性は肉食性で昆虫類、節足動物、小型爬虫類、小型哺乳類等を食べる。繁殖形態は卵生で、ソメワケササクレヤモリの場合、多い時には1回の交尾でに2個ずつの卵を十数回に分けて産む。幼体は生後1年足らずで性成熟する。

## 分類
25種が分類されている。和名は中井(2020)を参考。
- Paroedura androyensis (Grandidier, 1867) ヒメササクレヤモリ (Grandidier's Madagascar ground gecko)
- Paroedura bastardi (Mocquard, 1900) バスタルドササクレヤモリ (Mocquard's Madagascar ground gecko)
- Paroedura fasciata Glaw, J. Köhler & Vences, 2018 フトオビササクレヤモリ (Grey-banded leaf-toed gecko)
- Paroedura gracilis (Boulenger, 1896) ミヤビササクレヤモリ (Graceful Madagascar ground gecko)
- Paroedura guibeae Dixon & Kroll, 1974 (Guibé's ground gecko)
- Paroedura homalorhina (Angel, 1936) アンビローブササクレヤモリ (Northern Madagascar ground gecko)
- Paroedura hordiesi Glaw, Rösler, Ineich, Gehring, J. Köhler & Vences, 2014 ホーディスササクレヤモリ (Hordies's ground gecko)
- Paroedura ibityensis Rösler & Krüger, 1998 イビティササクレヤモリ (Ibity ground gecko)
- Paroedura karstophila Nussbaum & Raxworthy, 2000 カルストササクレヤモリ
- Paroedura kloki Glaw, J. Köhler & Vences, 2018 マハジャンガササクレヤモリ
- Paroedura lohatsara Glaw, Vences & K. Schmidt, 2001 カメンササクレヤモリ (Lothara's gecko)
- Paroedura maingoka Nussbaum & Raxworthy, 2000 ティナマンペオツァササクレヤモリ (Scorpion leaf-toed gecko)
- Paroedura manongavato Piccoli, Belluardo, Lobón-Rovira, Alves, Rasoazanany, Andreone, Rosa & Crottini, 2023
- Paroedura masobe Nussbaum & Raxworthy, 1994 マソベササクレヤモリ (Large-eyed leaf-toed gecko)
- Paroedura neglecta J. Köhler, Vences, Scherz & Glaw, 2019 ナナシササクレヤモリ (Spiny-tailed leaf-toed gecko)
- Paroedura oviceps (Boettger, 1881) ノシベササクレヤモリ (Nosy Be ground gecko)
- Paroedura picta (W. Peters, 1854) ソメワケササクレヤモリ (Ocelot gecko)
- Paroedura rennerae Miralles, Bruy, Crottini, Rakotoarison, Ratsoavina, Scherz, R. Schmidt, J. Köhler, Glaw & Vences, 2021 (Kirindy Leaf-toed Gecko)
- Paroedura sanctijohannis Günther, 1879 コモロササクレヤモリ (Comoro ground gecko)
- Paroedura spelaea Glaw, J. Köhler & Vences, 2018 ツインギーササクレヤモリ
- Paroedura stellata Hawlitschek & Glaw, 2012 シラホシササクレヤモリ (Starry leaf-toed gecko)
- Paroedura stumpffi (Boettger, 1879) シュトゥンプフササクレヤモリ (Stumpff's ground gecko)
- Paroedura tanjaka Nussbaum & Raxworthy, 2000 タンジャカササクレヤモリ (Mahajanga leaf-toed gecko)
- Paroedura vahiny Nussbaum & Raxworthy, 2000 ダバラヒメササクレヤモリ (Dabara forest leaf-toed gecko)
- Paroedura vazimba Nussbaum & Raxworthy, 2000 オマキササクレヤモリ (Vazimba ground gecko)

## 人間との関係
ソメワケササクレヤモリは生息数が多いようで民家の庭先等でも見かけられるという。ペット用として飼育されることもあり、日本にも輸入されている。
マダガスカルからの動物の輸出は減少傾向にあるが、ソメワケササクレヤモリは飼育、繁殖共に容易なため日本でも多く見かけることができる。国内での流通はソメワケササクレヤモリが大半で、他にはバスタールササクレヤモリ、ヒメササクレヤモリ、マソベササクレヤモリ等が流通する。さらに近年では他にも数種の流通がある。
流通する種は飼育が易しい種が多いが、マソベササクレヤモリは神経質で温度変化に弱く飼育は非常に難しいとされる。